# 康納馬拉混沌
9°42′N 272°42′W / 9.7°N 272.7°W

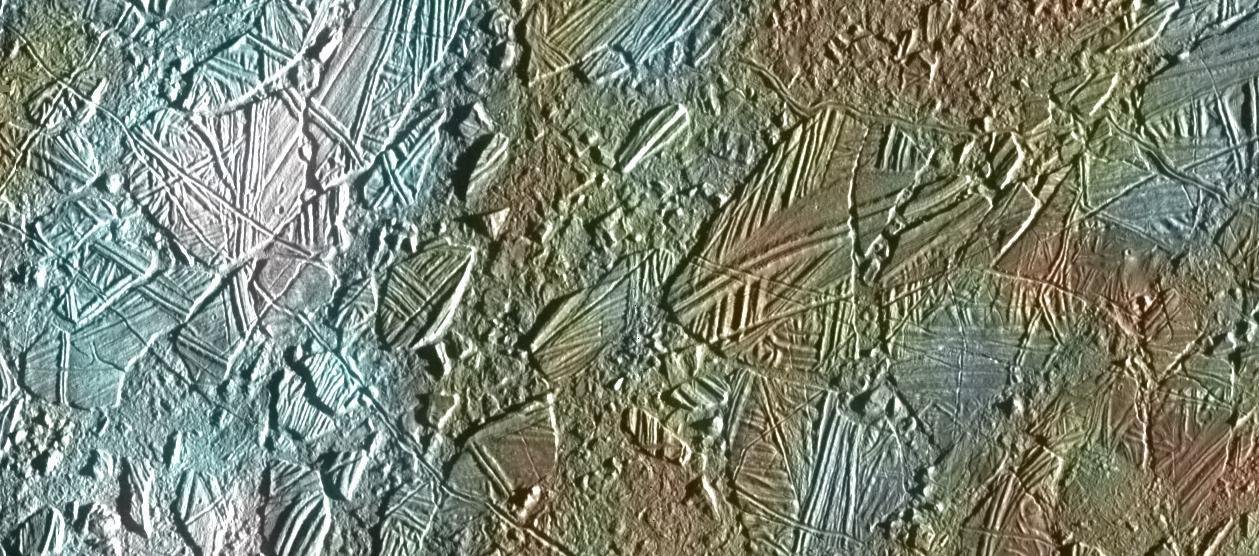
康納馬拉混沌

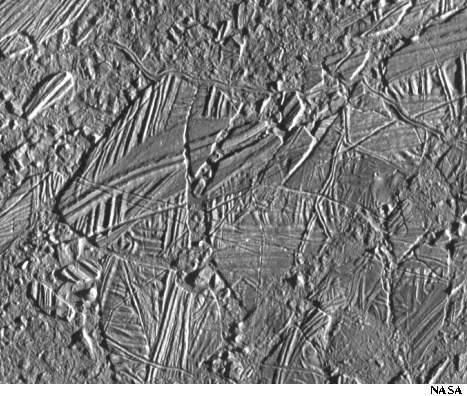
康納馬拉混沌的「冰筏」

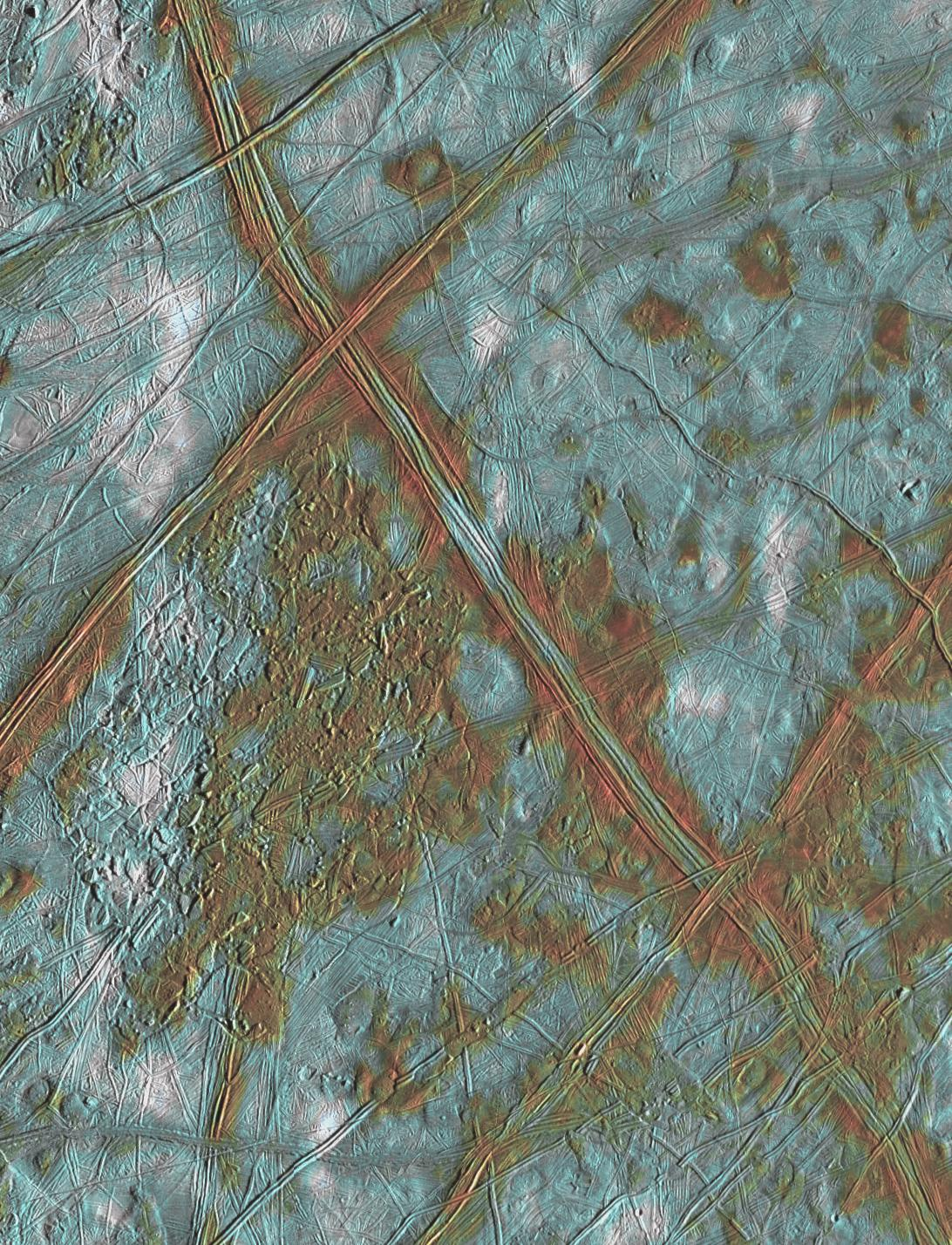
康納馬拉混沌的色彩增強影像，顯示了有兩個大型的條紋交叉結構南方的區域。白色區域是南方1000公里的皮威爾撞擊坑（直徑26公里）的噴發物。

康納馬拉混沌（Conamara Chaos）是木衛二表面的混沌地形。以愛爾蘭的康納馬拉命名。

## 表面特徵
康納馬拉混沌是木衛二表面冰外殼遭到擠壓等擾動造成的景象。該區域有冰筏到處移動和轉動。圍繞這些板塊的是可能由來自木衛二冰外殼下湧上表面的水、泥漿或較高溫的冰形成的大冰塊組成的地勢較低的基質。康納馬拉混沌常被當成木衛二的冰外殼下有海洋的證據。

## 外部連結
- more images （页面存档备份，存于）